# Fahrenheit 9/11
A Fahrenheit 9/11 2004-ben bemutatott dokumentumfilm, a Dog Eat Dog Films produkciója, Magyarországon 2004 augusztusában került a mozikba. Készítője Michael Moore. A film George W. Bush elnökké válásával, a 2001. szeptember 11-ei terrortámadással, és az Egyesült Államok iraki háborújával foglalkozik. A cím a terrortámadás dátumának és Ray Bradbury Fahrenheit 451 című művének elegye.

## Szereplők
- George W. Bush
- George H. W. Bush
- Michael Moore
- Laura Bush
- John Ashcroft
- Britney Spears
- Saddam Hussein
- Oszáma bin Láden és családja

## Történet
Michael Moore filmjében a sokat vitatott 2000-es amerikai választásokat, a 2001. szeptember 11-ei terrortámadást és az Egyesült Államok iraki háborúját mutatja be. A film kitér George W. Bush gyors és véletlenszerű felemelkedésére és arra, hogy kik segítették Fehér Házba kerülését. Szeptember 11-e kapcsán a kormány fellépésének hibáit hangsúlyozza ki, miszerint George W. Bush el sem olvasta az augusztusban írt jelentéseket a terrorveszélyről, illetve, hogy válaszreakcióként az Egyesült Államok Irakot támadta meg. A film utolsó harmada az iraki offenzíva értelmetlenségét emeli ki, és Moore sejtéseit fejtegeti arról, hogy csak az olajért rohanták le az országot.

## Fogadtatás
A filmet több országban betiltották, ám hazájában rendkívüli sikernek örvendett: 119 millió dolláros bevételével a filmtörténelem legsikeresebb dokumentumfilmje lett. Az Egyesült Államokon kívül további 103 millió dollár bevételt hozott. A 2004-es év számos filmes visszatekintésében első helyen emelték ki a Fahrenheit 9/11 jelentőségét Mel Gibson A passiója mellett.

## Fontosabb díjak és jelölések

### Cannes-i fesztivál(2004)
- díj: Michael Moore (Arany Pálma)
- díj: Michael Moore (FIPRESCI-díj)

### César-díj(2005)
- jelölés: legjobb külföldi film – Michael Moore

### Chicagói Filmkritikusok Szövetsége (2004)
- díj: legjobb dokumentumfilm

### Las Vegas-i Filmkritikusok Szövetsége (2005)
- díj: legjobb dokumentumfilm

### New York-i Filmkritikusok Szövetsége (2004)
- díj: legjobb nem fikciós film

### San Franciscó-i Filmkritikusok Szövetsége (2004)
- díj: legjobb dokumentumfilm

### People's Choice Awards (2005)
- díj: kedvenc film

### Arany Málna díj(2005)
- díj: legrosszabb férfi főszereplő – George W. Bush
- díj: legrosszabb filmes páros – George W. Bush és Condoleezza Rice
- díj: legrosszabb női mellékszereplő – Britney Spears
- díj: legrosszabb férfi mellékszereplő – Donald Rumsfeld
- jelölés: legrosszabb női mellékszereplő – Condoleezza Rice

## DVD-kiadás
- Magyarországon a DVD-változatot a Mokép adta ki 2004. december 1-jén.

## Folytatás
A filmnek folytatása készül, amiben Moore a szeptember 11. utáni Egyesült Államokat vizsgálja, s azt, hogyan húzott a terrortámadáson hasznot az amerikai kormányzat Afganisztán és Irak szerinte igaztalan lerohanásával. A Miramax-szal már megállapodás született a forgalmazásról, de az amerikai bemutató csak 2008-ban várható. A produkció címe Fahrenheit 9/11½.[forrás?]